# معدل الاستنفاد
معدل الاستنفاد أو سرعة الاستنفاد (بالإنجليزية: Burn Rate)‏ هو معدل خسارة الشركة للمال. ويُعبّر عنه عادةً بالتعابير الشهرية. على سبيل المثال، معدل خسارة الشركة حوالي 65.000 ديناراً في الشهر. في هذا السياق، كلمة «حرق» أو «استنفاد» مصطلح مرادف للتدفق النقدي السلبي. كما أنه مقياس لسرعة استخدام الشركة لرأسمال المساهمين. في حال استنفاد رأسمال المساهمين، تكون الشركة مضطرّة لتحقيق أرباح أو إيجاد مصادر تمويل إضافية أو الإغلاق.
أصبح هذا المصطلح شائعاً خلال فقاعة الإنترنت التي انتشرت عندما دخلت العديد من الشركات المبتدئة مراحل عديدة للتمويل قبل أن تبدأ بتحقيق أرباح وتدفق نقدي إيجابي، وبالتالي أصبحت شركات مستدامة ذاتياً (أو كما هو الحال بالنسبة للأغلبية، فشلت في العثور على تمويل إضافي ونماذج عمل مستدامة وبالتالي أعلنت إفلاسها). خلال مراحل التمويل، يصبح معدل الاستنفاد مقياس إداري مهم، بما أنه يوفّر (إلى جانب مقدار الأموال المتوفرة) مقياساً زمنياً للوقت الذي يجب أن يتم فيه التمويل التالي.
يقول بعض رجال الأعمال والمستثمرون أن جزءاً من أسباب فقاعة الإنترنت كان الممارسات الإدارية المالية وممارسات المستثمر غير السليمة للحفاظ على معدل استنفاد عالٍ، إذ اعتبروه بديلاً عن سرعة اكتساب الشركة المبتدئة لقاعدة عملاء.
قد يشير مصطلح «معدل الاستنفاد» أيضاً إلى سرعة إنفاق الأفراد أموالَهم، لا سيما الدخل التقديري. على سبيل المثال، أجرت شركة ماكنزي للاستثمارات اختباراً لقياس سلوك الإنفاق والتوفير لدى الكنديين لتحديد ما إذا كانوا «متجاوزين».

## حساب معدل الاستنفاد
لنبدأ بالطريقة السهلة، لنفترض انك حصلت على استثمار أولي بقيمة 100,000 في 1/1/2012 والآن نحن في 1/8/2012 ولم يبقى من الاستثمار سوى 30,000 اذن ما هو Burn Rate؟
70,000 (تقسيم) 7 أشهر = 10,000 في الشهر هي ال Burn Rate، مما يعني لديك فقط 3 أشهر قبل ان تنفذ جميع ما لديك من المال.
وصلنا ل 70,000 من 100,000 – 30,000 نحصل بالتالي على 70,000 وهي كم صرفنا إلى تلك الفترة.
7 أشهر، لأننا فقط عملنا خلال 7 أشهر بالكامل.
هناك مشكلتين مع الطريقة السهلة لابد ان تضعها في الحسبان:
اننا لم نفترض أي ايرادات نقدية ممكن ان تحصل عليها لمشروعك، فمن الممكن ان تبدأ تبيع وتحصل على سيولة نقدية وأنت لم (تحرق) جميع المال من الاستثمار الأولي.
اننا نفترض ان ال Burn Rate ثابت – من المثال السابق نحن نفترض انك سوف تصرف كل شهر 10,000 ولكن هذا ليس صحيح فربما تزيد أو تنقص.
لذلك من مقالة Fred Wilson، ينصح بأنك تجمع جميع التكاليف التي دفعتها في ذلك الشهر وتحصل على ما يسميه (Gross Burn Rate) ومن ثم تجمع جميع الإيرادات النقدية التي حصلت عليها في ذلك الشهر وتطرحه من تلك التكاليف لتحصل على ما يسميه (Net Burn Rate). وبالطبع هذا يمثل ال Burn Rate لذلك الشهر. وعندما تحسبه لفترة من الوقت ممكن ان تشاهد ما هو النمط السائد ل Burn Rate الخاص بمشروعك هل هو في ارتفاع أو انخفاض؟
ارتفاع في الربح وانخفاض في السيولة النقدية؟
الإجابة المختصرة، نعم – ممكن ان تكون في حالة ربح ومع ذلك السيولة النقدية لمشروعك تكون منخفضة. لأفصل أكثر:
في المحاسبة ممكن ان تسجل ايراد من عملية بيع من قبل ان تقبض المبلغ، ما يسمى Revenue Recognition. وبالطبع هذا يزيد من الربح ولكنه لا يزيد السيولة النقدية (الكاش) لديك.
تدفع للموردين بسرعة.
الشراء النقدي للمعدات والخدمات وهكذا.